# Epicenter
Epicénter ali (tudi nadžaríšče) je točka na zemeljskem površju, ki leži točno nad žariščem ali hipocentrom potresa.
Je tudi točka na Zemljinem površju kjer je potresna možnost največja.
Točka točno nad potresom, kjer so sunki največji.
Epicenter (od leta grške ἐπί epi "o, o" in κέντρον kentron "center") je navpično od potresne focus, je hypocentre na zemeljski površini projicirano izhodišče potresa in opisuje geografski položaj potresne poudarkom . [1]
Z lokalnimi predpisi (lokalizacijo) s seizmoloških inštitutov potresnega žarišča so sprejete simplisticly kot točkovne vzmeti. Kljub temu pa se v resnici nanaša na prelomnih površin, ki imajo različne širitve glede na jakost potresa. Potresi z majhnim Magnituden do modrih prelomnih površin z dolžino nekaj metrov do nekaj sto metrih, medtem ko lahko zlomljeni površine zelo močnih katastrofalnih dogodkov uporabljajo več kot nekaj sto kilometrov. Epicenter potresa poziva projekcijo izhodišče, iz katerega začne emisij energije. [1]
Praviloma je škoda učinek potresa v epicenter najmočnejši skoval, ker je to odvisno predvsem od oddaljenosti od potresne osredotočenosti. Kljub temu, [2] vpliv izvaja tudi mehanizem štedilnik in geološko stanje prizadeti regiji. Sediment umivalniki lahko povzroči, na primer, resonančne učinkov, ki lahko povzročijo tudi jasno, da močnejših amplitud gibanja tal na površini. Zato, [3] Največja intenzivnost in z njim najtežje poškodbe ne nujno natančno pojavi na mestu epicentra.
Spletne povezave: